# Doratura littoralis
Doratura littoralis är en insektsart som beskrevs av Carl Ernst Otto Kuntze 1937. Doratura littoralis ingår i släktet Doratura och familjen dvärgstritar. Inga underarter finns listade i Catalogue of Life.